# بيت الطاعة (فلم)
بيت الطاعة هو فيلم مصري عرض عام 1953، بطولة يوسف وهبي وهدى سلطان، ومن إخراج يوسف وهبي.

## قصة الفيلم
تدور أحداث الفيلم حول زوجين كان يجمعهم الحب ولكن تشتد المشاحنات الشديدة بين الزوج والزوجة حتى وصلت إلى القضاء للفصل بينهم ولكن الحكم كان لصالح الزوج ودخلت الزوجة في حكم طاعة زوجها ومن هنا بيدأ الزوج في تأديب زوجته.

## طاقم التمثيل
- يوسف وهبي: (د. جميل)
- هدى سلطان: (نازك زوجة جميل)
- إسماعيل ياسين: (سيد شيخ الخدم)
- فريد شوقي: (سامي أخو جميل)
- ماري منيب: (والدة نازك)
- زوزو ماضي: (فكرية هانم)
- هاجر حمدي: (الزوجة المزيفة)
- فاخر فاخر: (الأستاذ فقاعة - مستشار شرعي)
- حسين المليجي: (برعي الطباخ)
- شفيق نور الدين: (مصلح - والد نازك)
- أمينة خيري: (الدادة)
- حسن البارودي: (مورد الشهود)
- محمد صبيح: (جابر السائق)
- جمالات زايد: (والدة الزوجة المزيفة)
- عبد الحميد بدوي: (محام)
- كيتي: (ماري الوصيفة)
- علي دياب: (الطباخ)
- إبراهيم حشمت: (محامي جميل)

## فريق العمل
- إخراج: يوسف وهبي
- سيناريو: يوسف وهبي
- مدير التصوير: مصطفى حسن
- مونتاج: ألبير نجيب
- إنتاج: أفلام شارل نحاس
- توزيع: شارل ليفشتز
- تأليف الأغاني: فتحي قورة، عبد العزيز سلام
- ألحان الأغاني: علي فراج، فريد غصن، أحمد صبرة، يوسف وهبي